# Заболотье (Великолукский район)
Заболо́тье — деревня в Великолукском районе Псковской области России. Входит в состав Шелковской волости.

## География
Расположена на востоке волости на левом берегу реки Кунья, в 14 км к востоку от границы райцентра Великие Луки. Остановочный пункт 297-й км (платформа Заболотье) на участке Великие Луки — Торопец — Бологое. К востоку находится деревня Гаписово.

## Население
| 2001 | 2002 | 2010 |
| ---- | ---- | ---- |
| 104  | ↘89  | ↘71  |

Численность населения деревни по оценке на начало 2001 года составляла 104 жителя.